# Saken Sejfullin
Saken Sejfullin (kazašsky Сәкен Сейфуллин) (15. října 1894 – 25. dubna 1938 Alma-Ata) byl průkopník moderní kazašské literatury, básník, spisovatel a národní buditel. Založil a jako první vedl Svaz spisovatelů Kazachstánu. Byl autorem literatury volající po větší nezávislosti Kazachů na ruské a sovětské správě. Byl také jedním z prvních předsedů Rady lidových komisařů Kyrgyzské autonomní sovětské socialistické republiky
Stal se obětí stalinských represí a v roce 1939 byl popraven. Sovětská vláda jej posmrtně v rámci destalinizace rehabilitovala.

## Život
Saken Sejfullin se narodil 15. října 1894 v kočovné osadě v Akmolském ujezdu na území dnešní Karagandská oblasti.

### Vzdělání
V letech 1905 až 1908 Sejfullin navštěvoval rusko-kazašskou školu při továrně na zpracování mosazi ve Spassku. Odešel do Akmoly (dnešní Astana), kde pokračoval ve vzdělání na tříletém městském učilišti. Kromě toho vyučoval ruštinu v muslimské madrase. 21. srpna 1913 nastoupil Sejfullin do učitelského semináře v Omsku.
V listopadovém čísle časopisu Айкап (Aikap, zrcadlo) publikoval svůj první článek. Od té doby se dostal do hledáčku omské tajné policie Ochranka.
V roce 1914 se Sejfullin stal jednou z vedoucích osobností první kulturní a vzdělávací společnosti kazašské mládeže, Бірлік (Birlik, česky Jednota) v Omsku. V tomto roce vydal svou první sbírku poezie. V roce 1916 pracoval v komisi pro soupis majetku 12 volostí ujezdu Akmola. V tomto roce napsal báseň Волнение (Volnenie, vlnění, ve smyslu neklid), věnovanou nepokojům ve střední Asii a kazašskému povstání v roce 1916. Od 1. září 1916 vyučoval ve škole v Bugule, kterou pomáhal spoluzakládat.
9. března 1917 odjel do Akmoly, kde napsal oslavnou báseň na Únorovou revoluci „Спешно собрались мы в поход“. V dubnu tohoto roku založil Sejfullin sociálně-politickou a kulturní společnost Жас қазақ (Mladý Kazach). V červenci se účastnil vydávání novin Тіршілік (tiršilik, život). V září začal Sejfullin vyučovat tříměsíční pedagogické kurzy v nové akmolinské rusko-kazašské škole.
Vzápětí po říjnové revoluci, napsal báseň „А ну-ка, джигиты!“, považovanou za první kazašskou sovětskou literaturu. 27. prosince 1917, kdy byl v Akmolské oblasti ustanoven sovětský režim, byl Sejfullin zvolen členem městské rady a ustanoven národním komisařem pro školství. V únoru vstoupil do komunistické strany.
1. května 1918 měla premiéru jeho divadelní hra „Бақыт жолына“ (Na cestě ke štěstí).

### Občanská válka

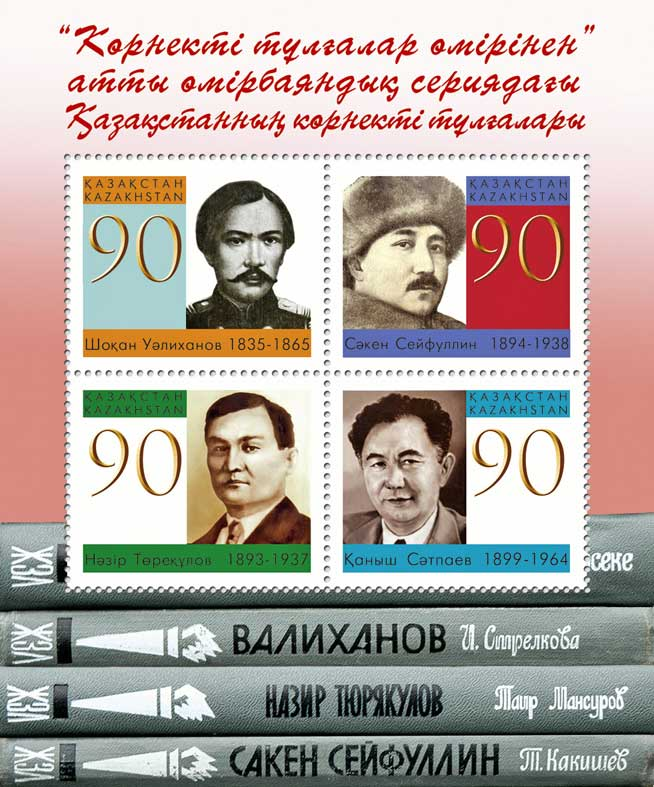
Poštovní aršík Kazašské republiky z roku 2006, Valichanov, Sejfullin, Tjurjakulov, Satpajev

Když 4. června 1918 vypuklo Bílé hnutí spějící k revoluci, byl Sejfullin uvězněn a 5. ledna 1919 poslán do petropavlovského vězení. Byl umístěn do „vagonu smrti“ atamana Borise Annenkova, kde strávil 47 dní. Z Kolčakova vězení uprchl do rodného aulu, kam se dostal v červenci. Po dvou měsících byl přinucen uprchnout do města Taraz.

### Meziválečná činnost
7. května 1920 se vrátil do Akmoly osvobozené Rudou armádou. Od té doby až do 30. let se věnoval politice ale i literární tvorbě. Působil ve vysokých stranických i státních funkcích, účastnil se několika sjezdů VKS(b). Po smrti V. I. Lenina odjel Sejfullin do Moskvy, kde vedl kazašskou delegaci na Leninově pohřbu. V prosinci 1926 se oženil, jeho ženou se stala Gulbaram Batyrbeková.
V roce 1936 získal jako první kazašský spisovatel Řád Rudého praporu práce.

### Zatčení a poprava
Sejfullin byl zatčen agenty NKVD 24. září 1937, při výsleších mu byly kleštěmi vyrvány nehty a zuby, přišel i o svůj typický knír. Odsouzen byl 25. února 1938 na základě paragrafů 58-2, 58-7, 58-8, 58-11 trestního zákoníku RSFSR. Zastřelen byl 25. dubna 1938 v 16 hodin a 40 minut jako „nepřítel lidu“ a nacionalista v jedné z věznic NKVD v Alma-Atě.
Sejfullinův otec i bratr byli zatčeni a zastřeleni v roce 1937. Jeho žena byla 9. dubna 1938 zatčena NKVD, odsouzena podle paragrafu 58-12 trestního zákoníku RSFSR a strávila 7 let v táboře pro manželky zrádců vlasti (А. Л. Ж. И. Р.)